# Сьвіняри-Нові
Сьвіняри-Нові (пол. Świniary Nowe) — село в Польщі, у гміні Лонюв Сандомирського повіту Свентокшиського воєводства.
Населення — 479 осіб (2011).
У 1975-1998 роках село належало до Тарнобжезького воєводства.

## Демографія
Демографічна структура на день 31 березня 2011 року:
|          | Загалом | Допрацездатний вік | Працездатний вік | Постпрацездатний вік |
| -------- | ------- | ------------------ | ---------------- | -------------------- |
| Чоловіки | 252     | 52                 | 168              | 32                   |
| Жінки    | 227     | 37                 | 136              | 54                   |
| Разом    | 479     | 89                 | 304              | 86                   |